# Gilbert Chapron
Pour les articles homonymes, voir Chapron.
Gilbert Chapron est un boxeur français né le 7 octobre 1933 et mort le 5 septembre 2016 à Blois.

## Carrière
Il participe au concours de boxe aux Jeux olympiques d'été de 1956 à Melbourne en catégorie poids moyens et remporte lors de cette épreuve la médaille de bronze en ne s'inclinant qu'en demi-finale face au chilien Ramón Tapia.

## Parcours auxJeux olympiques
Jeux olympiques d'été de 1956 à Melbourne (poids moyens) :
- Bat Roger Rouse (États-Unis)
- Perd contre Ramón Tapia (Chili)